# Subedentostomina
Subedentostomina es un género de foraminífero bentónico de la subfamilia Sigmoilinitinae, de la familia Hauerinidae, de la superfamilia Milioloidea, del suborden Miliolina y del orden Miliolida. Su especie tipo es Subedentostomina lavelaensis. Su rango cronoestratigráfico abarca el Holoceno.

## Clasificación
Subedentostomina incluye a la siguiente especie:
- Subedentostomina lavelaensis